# 莱昂内尔·特里林
莱昂内尔·莫迪凯·特里林（born Lionel Mordecai Trilling，1905年7月4日—1975年11月5日）是美国文学评论家、作家和教师。他与妻子黛安娜·特里林都是纽约知识分子集团的成员，且是《党派评论》的撰稿人。没有创立任何批评流派，但仍对20世纪美国批评界产生了重要影响。